# Lonchaea zetterstedti
Lonchaea zetterstedti är en tvåvingeart som beskrevs av Becker 1902. Lonchaea zetterstedti ingår i släktet Lonchaea och familjen stjärtflugor. Arten är reproducerande i Sverige. Inga underarter finns listade i Catalogue of Life.